# 91
91 је била проста година.

## Догађаји
- Википедија:Непознат датум — Сингидунум је римски војни логор са IV Флавијевом легијом.